# Greta Digman
Greta Louise P:son Digman, född 26 maj 1906 i Långås i Halland, död 2 januari 1988 i Båstad, var en svensk målare och textilkonstnär.
Hon var dotter till köpmannen Carl Peterson och Kristin Lundin samt från 1929 gift med Ragnar Digman (1903–1989). Tillsammans med sin man grundare hon konst och antikfirman KISEK 1931.
Digman studerade vid Slöjdföreningens skola i Göteborg 1923–1928. Tillsammans med Anna-Lisa Westerlund ställde hon ut i Malmö 1941 och hon medverkade i samlingsutställningar på Röhsska museet i Göteborg. Hennes konst består av stilleben och landskapsmotiv i akvarell, pastell eller olja samt arbeten i batik, broderier och applikationer i silke. 
Digman är representerad med batikarbeten vid Slöjdföreningens skola och vid Malmö museum.